# Polyerata
Polyerata es un género de aves apodiformes de la familia Trochilidae —los colibríes— que agrupa a tres especies nativas de la América tropical (Neotrópico), cuyas áreas de distribución se encuentran entre el norte de Nicaragua, por América Central y del Sur, hacia el sur hasta el suroeste de Ecuador. Las especies anteriormente se incluian en el género Amazilia pero fueron transferidas al presente como resultados de estudios  filogenéticos. A sus miembros se les conoce por el nombre común de amazilias. o diamantes.

## Características
Los colibríes de este género miden entre 7 y 11 cm de longitud. De picos rectos de longitud media, color negruzco con la mandíbula rojiza; de colores predominantes verde-bronceado, los machos con el pecho azul-violáceo , alas y cola oscuras. Las hembras son algo menores y con las partes inferiores más blanquecinas manchadas de verde.

## Sistemática
El género Polyerata fue propuesto por el ornitólogo alemán Ferdinand Heine Jr. en 1863, la especie tipo originalmente designada fue Trochilus amabilis, actualmente Polyerata amabilis.

### Etimología
El nombre genérico femenino Polyerata proviene del griego «poluēratos» que significa ‘muy adorable’.

### Taxonomía
Las especies del presente género fueron tradicionalmente incluidas en el género Amazilia. Ya en el año 1999, se propuso la separación de estas tres especies (junto a Polyerata fimbriata, P. lactea, P. boucardi y P. luciae en un género resucitado Polyerata, principalmente con base en características morfológicas y de plumaje, pero esta tesis no fue adoptada por las mayoría de las clasificaciones por falta de mejores evidencias. Una serie de estudios filogenéticos que culminaron con el estudio de McGuire et al. (2014) confirmaron que el género Amazilia era altamente polifilético. En la clasificación propuesta para resolver la polifilia del género, Stiles et al. (2017) reafirmaron la resurrección del género Polyerata, pero apenas para las tres especies actualmente incluidas.
, lo que fue reconocido por el Comité de Clasificación de Norte y Mesoamérica (N&MACC) en la Propuesta No 2020-A-03, y por el Comité de Clasificación de Sudamérica (SACC) en la Propuesta N.º 781.

## Lista de especies
Según las clasificaciones del Congreso Ornitológico Internacional (IOC) y Clements Checklist/eBird, el género agrupa a las siguientes especies con el respectivo nombre popular de acuerdo con la Sociedad Española de Ornitología (SEO):
| Imagen | Nombre científico    | Autor         | Nombre común          | Estado de conservación | Distribución |
| ------ | -------------------- | ------------- | --------------------- | ---------------------- | ------------ |
|        | Polyerata rosenbergi | Boucard, 1895 | amazilia de Rosenberg | LC                     |              |
|        | Polyerata amabilis   | (Gould), 1853 | amazilia amable       | LC                     |              |
|        | Polyerata decora     | Salvin, 1891  | amazilia encantadora  | LC                     |              |